# Krawciwka (obwód charkowski)
Krawciwka (ukr. Кравцівка) – wieś na Ukrainie, w obwodzie charkowskim, w rejonie kupiańskim. W 2001 liczyła 235 mieszkańców, spośród których 153 posługiwało się językiem ukraińskim, 81 rosyjskim, a 1 innym.